# 李偉儀
李偉儀（英語：Jo LEE Wai Yee，1973年1月17日—），天主教徒，香港政治人物，曾任民間人權陣線正、副召集人，前民主陣線副主席，《成報》「情色都市」專欄作家，全港報販大聯盟義務秘書，同根社顧問，荃灣區議會增選委員、註冊性治療師。2005年開始自稱為「香港中文大學性別研究課程博士候選人」，但未完成博士課程。

## 生平

### 早年
李偉儀祖籍廣東省韶關市，1973年1月17日出生於九龍廣華醫院，嬰兒剛滿月領洗成為天主教徒。因年幼時父親早喪，她自小學生活於單親家庭，與母親、外婆、妹妹三代女性共同生活，以開熟食小店維持生計。童年在牛頭角下邨度過，於天主教基督勞工堂上主日學及參與聖母軍。自小成長於牛頭角於至入讀大學。

### 經歷
李偉儀小學就讀天主教柏德學校，中學就讀藍田聖保祿中學。1989年，六四事件發生，李偉儀在母親鼓勵之下與幾名中四同班同學一起參與百萬人悼念六四大遊行，首次接觸本土民主運動。
1991年，李偉儀以「暫取生」途徑入讀香港中文大學，首年主修崇基學院音樂系。在大一時，參與中大學生報社的工作，及後再與一群中大的社運女生參與中大女研社，宣揚性別平權意識及協助中大偷拍案女事主成功在法庭討回公道。1992年，由音樂系轉系至人類學系。於1995年取得人類學學士一級榮譽學位及獲頒新亞書院誠明獎。1997年取得中文大學人類學哲學碩士學位，之後於香港浸會大學取得青年輔導學社會科學碩士學位。及後於香港理工大學工作進行社會排斥研究，關注貧窮及邊緣基層議題。自2005年起，李偉儀自稱為「香港中文大學性別研究課程博士候選人」。
1992年，加入新婦女協進會；1998-2000年度成為該會的外務副主席，2000-2002年度擔任該會主席，致力立法保障婦女權益、推廣友善家庭及男士侍產假、要求改善平等機會法、倡議婦女參政。2003年，首度嘗試參加區議會選舉，及反對香港特別行政區政府收緊《淫褻及不雅物品管制條例》（淫審條例）以作為手段收緊民間團體及網民的表達自由，及抗議香港特別行政區政府削減綜援11.1%及學童眼鏡費等。
2004年，積極與香港理工大學同事張超雄博士聯合婦女團體，要求香港特別行政區政府徹查天水圍導致四口斃命的倫常慘劇。同年為張超雄輔選，9月張超雄透過功能組別社會福利界進入立法會。
2005年，參與民間人權陣線（民陣）反對第一份政改方案，25萬市民上街，由於在政府總部襄助黃毓民澄清他上台號召市民癱瘓中環只為表達個人意見自由，因而公開向主流傳媒譴責湯家驊說要把黃毓民列入泛民主派黑名單是反民主和反言論自由的不當舉動，因這事與本來就政策議題已認識多年的黃毓民合作起來，並於2005年獲邀與黃毓民、梁國雄、陳偉業、劉山青、陳昌、陶君行、符偉樂、唐婉清、曾健成等多位社運人士籌組社會民主連線（社民連）。曾經擔任該組織的籌備委員會成員，第一屆副秘書長，第二屆內務副主席。2007年，參選尖東區議會，以百多票之微落敗，當區共有六名對手，包括民建聯及聲稱獨立人士迎擊當區，使區議會歷史上創下最多人參選同一區份參選的紀錄。
2006年，前往北極進行考察，自此關注全球暖化、生態保護及核電危機等國際環保議題。本土方面，1990年代中與大澳經濟發展計劃黃惠琼女士結識，義務為黃惠琼編輯兩本關於大澳的書籍《大澳水鄉的變遷》及《澳水靈山》，並召集社運及學界人士與黃惠琼女士成立「大澳文化工作室」並擔任顧問至今。
2007年，香港中文大學發生中大學生報情色版事件，李偉儀以「中文大學性別研究課程博士候選人」身份發動學校師生及校友抗議校方黑箱作業、圖於未審先判的情況下把12名中大學生報學生開除。李偉儀廣邀中港台學界聲援，並邀得全球一百多名著名學者聯署，要求校方及淫審處公正及具透明度處理事件、不應受宗教右派的塔利班式攻擊影響公平判案。中大學生報事件經歷兩年，最後未能成功起訴學生。李偉儀把中大學生報事件、宗教右派在港崛起與反撲之學術分析寫成共三萬多字文章〈薇金菊的大時代—宗教右派崛起的女性主義反思〉，收錄於《宗教右派》一書。
2008年香港立法會選舉，與黃毓民出選九龍西，李排行第二位，黃毓民終以三萬七千多票成為九龍西泛民主派的票王。2010年，五區公投運動過後，社民連內部出現分歧，討論應否與支持政府2010政改方案、違反選舉承諾的泛民主派作出明顯區隔，以及退出泛民主派飯盒會。這討論引起不少社會民主連線行委和會員的支持，但卻與當時主席、副主席、秘書長意見不合，是年會員大會之一份「決議文」帶來爭拗及成為決裂關鍵。
2011年1月23日於「社民連非當權派集思會」，共有六百多名社民連會員到場，支持屬「非當權派」的黃毓民、陳偉業等核心成員，共同討論及表態應否退出社民連及經由李偉儀協助收集退黨書。2月初，社民連立法會議員黃毓民及陳偉業，和麥業成、李偉儀、符偉樂、馬愉生等歷任執委會成員一同宣布退出社民連，並於2月12日社民連會員大會上遞交三百多位成員的退黨書，並即場剪斷一束玫瑰交予陶君行主席喻意「社民理念、玫瑰折枝」。後多人聯合其它團體組織人民力量，李偉儀成為人民力量執行委員會委員。5月始，李偉儀為香港電台政壇新星暨政壇新秀訓練班之節目主持，在香港人網MyRadio與黃洋達、小米、文昌、白戶則道、辛比等一起主持皇上有話兒節目，及於2012年與麥業成、謝義方、宋景輝、錢健榮一起主持新界最前線（新西版）節目，廣邀不同嘉賓到直播室暢談新界西及各社會議題。
2012年5月29日，李偉儀以公眾利益及捍衛港人治港、一國兩制、高度自治、維護公務員權益飯碗及士氣、質疑候任特首梁振英未上任先違憲等理由，訴香港特區政府違憲聘用陳冉是違反基本法第99條，卻被政府律政方面指為多管閒事者並圖推翻司法覆核許可。6月8日李偉儀最終成功獲高等法院法官林文瀚批出司法覆核許可，案件繼續，但最終案件不了了知。6月28日，李偉儀以協助麥業成參加2012年香港立法會選舉為理由，退出人民力量，並加入民主陣線，但最後並未有參與同年9月舉行的立法會選舉。7月1日，在警方大規模拘捕百多名七一示威者中，身兼民陣副召集人及民主陣線成員的李偉儀被警方落案檢控非法集結，成為時任人民力量七一十君子案中，唯一的女被告。
李偉儀曾任大學講師，教授性別理論、性別與家庭、社會學導論等科目，亦曾與新界上水北區路德會合作研究及發佈報告書，於2010年與路德會合作出版《香港女性濫用藥物模式研究》，第二輪研究《兩性濫用藥物者復吸模式研究》已於2012年年初展開。她早年曾任《成報》【情色都市】專欄作家，寫作類別包括政治、民生、社會政策、婦女情感、伴侶關係，及後考獲美國醫學及牙科催眠學會專業牌照及美國執業性治療師資格，配合青少年輔導學知識，協助伴侶解決婚姻與家庭危機，開辨心理輔導工作室及舉行課程，透過多份報章的專欄解答性教育及伴侶感情問題。

## 個人生活
2012年12月，李偉儀與Gallen Eric Li在加拿大溫哥華舉行婚禮。2014年8月2日，誕下一女。

## 著作
- 李偉儀（2005）：《情色都市》，出版社：天地圖書。出版日：2005-08-01。ISBN：9789882111721。

## 外部連結
- 李偉儀的Facebook專頁
- 李偉儀的Facebook專頁
- 東方日報：政情：人民力量副主席退黨（2012年6月29日） （页面存档备份，存于）